# 马文的战争

小说封面

《马文的战争》，中国大陆作家叶兆言创作的中篇小说。 

## 内容
马文和杨欣是一对离异夫妻，却又不得不住在同一套房子内。

## 主要人物
- 马文
- 杨欣，马文的前妻。
- 马虎，马文、杨欣的儿子。

## 所获奖项
- 2003年获“《小说月报》百花奖”。

## 同名改編作品
- 2008年拍攝的電視劇，由宋丹丹、林永健主演。
- 2009年拍攝的電影，成泰燊主演。

## 官司
2006年北京玫瑰影视广告公司购买了电视剧版权。其后陈彤受电视剧制片方聘请将其改编成电视剧。电视剧播出时未标著原作者姓名，而同名长篇小说（内容为陈彤电视剧本）出版时，仅署名陈彤。2008年在协商不成的情况下，2008年12月1日，叶兆言将陈彤、北大出版社、南京先锋书店告上南京市鼓楼区人民法院，就三被告的侵权行为索赔。2009年12月29日，南京市鼓楼区法院作出一审判决，被告三方立即停止对叶兆言小说的侵权行为。判决生效后10天内，陈彤和北大出版社必须在国家级报刊上刊登道歉声明，同时判决陈彤赔偿叶兆言14.3562万元，北大出版社赔偿叶兆言40万元，两者共同支付叶兆言为制止侵权行为所花费的3万余元，驳回叶兆言要求北大出版社责令全国新华书店将该小说下架的请求。